# Мун (река)
Мун или (Наммун) (на тайски: แม่น้ำมูล) е река в източната част на Тайланд, десен (най-голям) приток на Меконг. Дължина 673 km, площ на водосборния басейн 119 180 km². Река Мун води началото си на 652 m н.в., от западните части на възвишението Санкампхенг, на около 120 km североизточно от столицата Банкок. По цялото си протежение тече в широка и плитка долина предимно в източна посока през обширното плато Корат. Близо до устието си има бързеи и прагове. Влива де отдясно в река Меконг, на 103 m н.в. при град Конгчиам, на границата с Лаос. Основни притоци: леви – Пангиу, Сойной, Си (Ши, най-голям приток), Сибай, Янг; десни – Че, Плаймат, Чи, Тхаптхан, Самран, Домяй, Домной. Има ясно изразено лятно пълноводие. Среден годишен отток в долното течение 666  m³/s, максимален 10 015 m³/s. В горното ѝ течение и на десния ѝ приток Чи са изградени две големи водохранилища, водите на които през сухия сезон се използват за напояване. На левия ѝ бряг, в долното течение е разположен град Убон Ратчатани.